# 364 TCN
364 TCN là một năm trong lịch La Mã.